# Begonia wollnyi
Begonia wollnyi là một loài thực vật có hoa trong họ Thu hải đường. Loài này được Herzog mô tả khoa học đầu tiên năm 1909.